# Rolf Wollrad
Rolf Wollrad (* 6. Februar 1938 in Döbeln, Sachsen; † 9. Februar 2022 in Dresden) war ein deutscher Opernsänger (Bass).

## Leben
Rolf Wollrad absolvierte sein Gesangsstudium an der Musikhochschule Leipzig bei Peter Russ sowie bei einem einjährigen Auslandsaufenthalt am Nationalkonservatorium Sofia bei Ilja Jossifoff.
Von 1961 bis 1964 war Wollrad Mitglied des Opernstudios der Staatsoper Dresden. 1964 wurde er in Leipzig mit dem Bach-Preis ausgezeichnet. Nach dem Abschluss seiner Ausbildung erhielt er sein erstes Engagement an den Landesbühnen Sachsen in Radebeul, wo er 1964 als Sarastro in der Mozart-Oper Die Zauberflöte debütierte. Ab 1970 war Wollrad festes Ensemblemitglied an der Staatsoper Dresden. Ab 1973 fungierte er dort auch als Ensemblesprecher. 1975 wurde er zum Kammersänger ernannt.
Auf der Bühne interpretierte Wollrad sowohl das seriöse Bass-Fach, aber auch zahlreiche Buffo-Partien. Zu seinen Hauptpartien gehörten die Mozart-Rollen Osmin, Figaro, Leporello und Sarastro, außerdem Rocco in Fidelio, Daland in Der Fliegende Holländer, Graf Waldner in Arabella und Pimen in Boris Godunow. Im komischen Fach sang er den Don Pasquale, weiters Dulcamara in Der Liebestrank, Falstaff in Die lustigen Weiber von Windsor, Baculus in Der Wildschütz und van Bett in Zar und Zimmermann.
In zwei Dresdner Neuinszenierungen der Oper Der Freischütz (Premiere: Mai 1971 und Februar 1985) war er zwischen Mai 1971 und Juni 1987 in über 100 Vorstellungen als Erbförster Kuno zu hören. In der Lohengrin-Neuinszenierung von Christine Mielitz (1983) übernahm er in einigen Vorstellungen die Partie des Heerrufers. In der Spielzeit 1985/86 übernahm er, an der Seite von Olaf Bär in der Titelrolle, den Leporello in einer deutschsprachigen Neuinszenierung von Don Giovanni. In Theo Adams Parsifal-Inszenierung (Premiere: Mai 1988) war er der Titurel. In der Spielzeit 1988/89 übernahm er den Daland in einer Neuinszenierung des Fliegenden Holländers in der Regie von Wolfgang Wagner. 1990 sang er an der Staatsoper Dresden den König Treff in Die Liebe zu den drei Orangen. 1991 war er dort als Don Magnifico in La Cenerentola zu hören. Mit dieser Rolle beendete er 1997 auch seine aktive Sängerlaufbahn an der Dresdner Staatsoper. Nach der „Wende“ wurde er 1991 unter dem damaligen Intendanten Christoph Albrecht dessen Stellvertreter und zugleich Operndirektor der Staatsoper Dresden. Bis 2003 gehörte Wollrad der Staatsoper Dresden an. Bei seinem Ausscheiden wurde er zum Ehrenmitglied ernannt.
In der Spielzeit 1971/72 sang Wollrad der Staatsoper Berlin den Doktor Bartolo in einer Neuinszenierung von Die Hochzeit des Figaro. In dieser Rolle und ab 1980 auch als Don Pasquale trat er dann mehrfach an der Berliner Staatsoper.
Er gastierte außerdem bei den Musikfestspielen Wiesbaden und am Opernhaus Leningrad. Im Konzertbereich wurde er insbesondere als Bach- und Händel-Interpret geschätzt. 1994 sang er beim WDR/Köln unter der musikalischen Leitung von Jan-Latham-Koenig den Tiger Brown  in Die Dreigroschenoper in einer Gesamtaufnahme, die Anfang 1997 bei dem österreichischen Musiklabel Capriccio veröffentlicht wurde.
2003 übernahm er, nach einer stimmlichen Auszeit aus gesundheitlichen Gründen, an der Staatsoperette Dresden noch einmal den Falstaff in Die lustigen Weiber von Windsor. 2005 sang er am Theater Erfurt den Baron Mirko Zeta in der Lehár-Operette Die lustige Witwe. 2008 trat er am Theater Gera als Doktor Bartolo auf. In der Spielzeit 2010/11 gab er an den Städtischen Bühnen Lübeck sein Rollen-Debüt als Milchmann Tevje im Musical Anatevka.
Nach 52 Bühnenjahren beendete Wollrad 2013 seine Sängerlaufbahn am Goethe-Theater in Bad Lauchstädt mit der Partie des Dr. Bartolo in Der Barbier von Sevilla.
Rolf Wollrad starb im Februar 2022, wenige Tage nach seinem 84. Geburtstag.